# Ivan Nifontov
Ivan Nifontov (né le 5 juin 1987) est un judoka russe évoluant dans la catégorie des moins de 81 kg (poids mi-moyens). Il se révèle en 2009 en remportant successivement les titres de champion d'Europe et du monde de sa catégorie.

## Biographie
L'année 2009 marque la révélation du judoka russe en compétition internationale, année qui coïncide avec l'arrivée de l'Italien Ezio Gamba à la tête de l'équipe nationale russe. Après deux podiums aux tournois de Hambourg et Paris en début d'année, il participe avec succès à ses premiers Championnats d'Europe en Géorgie à Tbilissi. Le Russe y remporte en effet le titre. Quelques mois plus tard, il enchaîne de la même façon et avec autant de succès le rendez-vous des Championnats du monde organisés à Rotterdam. Réalisant cinq ippon en six combats, écartant au passage le champion olympique en titre Ole Bischof, il enlève la médaille d'or en battant en finale le Biélorusse Siarhei Shundzikau.

## Palmarès
| Année | Compétition           | Lieu         | Résultat | Catégorie      |
| ----- | --------------------- | ------------ | -------- | -------------- |
| 2015  | Championnats d'Europe | Bakou        | 2e       | Moins de 81 kg |
| 2014  | Championnats du monde | Tcheliabinsk | 3er      | Moins de 81 kg |
| 2012  | Jeux olympiques       | Londres      | 3er      | Moins de 81 kg |
| 2009  | Championnats d'Europe | Tbilissi     | 1er      | Moins de 81 kg |
| 2009  | Championnats du monde | Rotterdam    | 1er      | Moins de 81 kg |